# Lenguas de Paraguay

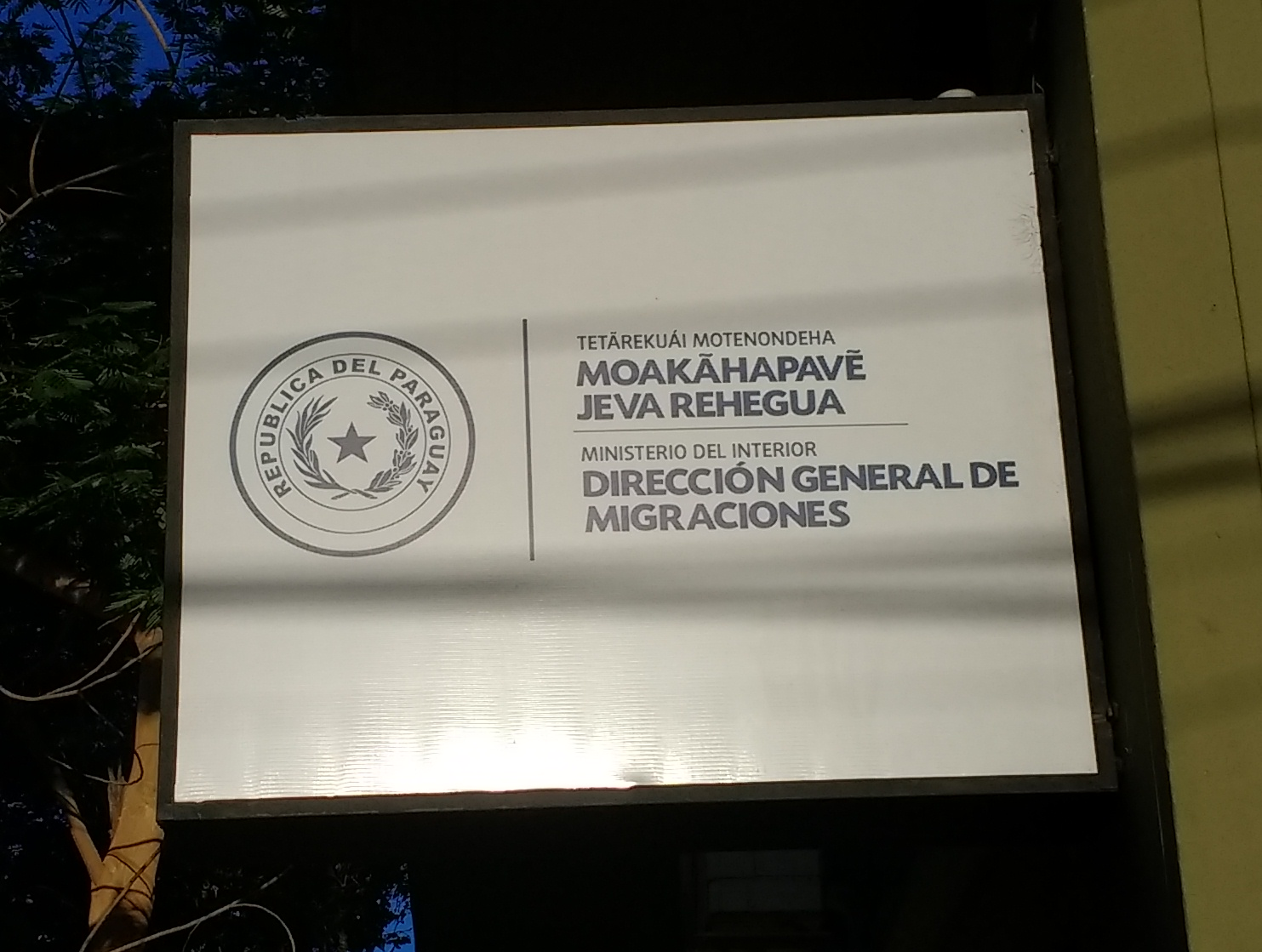
Letrero del Gobierno Nacional de Paraguay, en idiomas español y guaraní.

El Paraguay es una nación predominantemente bilingüe, pues la mayoría de la población utiliza el idioma español y el idioma guaraní. La Constitución paraguaya de 1992 lo declara como un país pluricultural y bilingüe, estableciéndose como idiomas oficiales el castellano y guaraní.
Según datos de la Encuesta Permanente de Hogares Continua (EPHC) 2024, el 38,7% de la población paraguaya de 5 años y más (equivalente a 2.106.168 personas) habla Guaraní y Castellano en su hogar. Por su parte, el 30% (1.636.287 personas) se comunica mayormente en Guaraní, mientras que el 28,5% (1.554.939 personas) utiliza el Castellano. Además, un 2,4% de la población (129.765 personas) emplea otro idioma como principal (inglés, portugués,  francés,  alemán, japonés,  coreano, árabe,  polaco, ruso, ucraniano e idioma indígena).
Los departamentos donde más se habla el idioma guaraní en el hogar, según datos del EPH 2017, son: San Pedro (78,87 %), Caazapá (77,39 %) y Concepción (71,34 %); mientras donde menos se habla guaraní son: Asunción (8,95 %), Central (15,9 %) y Alto Paraná (37,75 %). En estos últimos departamentos predomina el castellano.
Según el Informe 2020 «El Español: Una lengua viva» del Instituto Cervantes, en Paraguay el 67,3 % de la población, tiene un buen dominio del idioma español. El restante 32,7 % pertenece al Grupo de Competencia Limitada, que tiene un escaso dominio del idioma castellano; pues la mayoría de ellos se refiere a los guaraní-hablantes y tienen al español como segunda lengua.
La característica más destacada de la cultura paraguaya es la persistencia del idioma español junto con el idioma guaraní, siendo estas las dos lenguas oficiales de la Nación; y el pidgin (mezcla) de estos idiomas se conoce como yopará (jopara en el idioma guaraní). Por esta razón, el país es a menudo citado como una de las pocas naciones realmente bilingües en el mundo. Además del español y el guaraní, hay otras 19 lenguas de origen indígena que son hablados por cerca de 50 000 indígenas paraguayos. El idioma portugués brasileño es también hablado por unos 300 000 «brasiguayos», la mayoría de estos ubicados en la frontera con el Brasil. Otros idiomas minoritarios son el alemán, el ucraniano, el japonés, el chino, el árabe, etc.

## Situación lingüística
Históricamente el idioma guaraní ha sido el idioma predominante de la zona donde actualmente abarca geográficamente el Paraguay y sus alrededores (norte de Argentina, suroeste de Brasil, sureste de Bolivia y norte de Uruguay). La entrada del castellano en Paraguay se hace con la llegada de los conquistadores, pero estos nunca consiguieron crear ni mantener una comunidad de hablantes que tuviera expresión relevante. Esto se debió al poco flujo de migrantes europeos y especialmente al aislamiento geográfico, político y económico del Paraguay en relación con sus vecinos de aquella época. Además el mestizaje era promovido por las autoridades en la época colonial, a diferencia de otros países. Las familias paraguayas de aquel entonces, compuestas por el padre, de origen español, y la madre de origen guaraní, eran generalmente matriarcales, por lo que los hijos aprendían el idioma materno, es decir el guaraní. 
Los hispanohablantes en el Paraguay siempre han sido minoría ante los guaraní-hablantes, quienes eran la gran mayoría. La mayoría de los hispanohablantes eran criollos o hijos de inmigrantes y se concentraban principalmente en la capital o en las clases más favorecidas del interior quienes pudieron recibir educación; mientras que los guaraní-hablantes eran en su mayoría mestizos e indígenas provenientes de zonas rurales, quienes conformaban casi el 90% de la población.
Recientemente, desde mediados y finales del siglo XX es que se ve una notoria y tardía «castellanización» en gran parte de la población, debido al avance de la educación pública, los efectos de la urbanización y el acceso a nuevas tecnologías y medios de comunicación como la Televisión, la Telefonía o el Internet; aunque gran parte de la población sigue manteniendo el idioma guaraní, por ende la mayoría de la población paraguaya es considerada bilingüe. Sin embargo, desde el siglo XXI se empieza a registrar un descenso en el uso del guaraní, en contraparte a un aumento en el uso del castellano, fenómeno de castellanización observado ya en otros países de América entre los siglos XIX y XX.
Según el censo de 2012, entre 2002 y 2012, al menos el 10 % de la población dejó de hablar el idioma guaraní, mientras que el idioma español aumentó en hablantes (tanto como primera y segunda lengua). El uso de guaraní ha caído del 87 % (año 2002) al 77 % (año 2012). El monolingüismo guaraní (personas que solo hablan o entienden guaraní) ha bajado del 37 % en 1992, al 27 % en 2002 y al 8 % en 2012. Mientras que el uso y comprensión del español ha aumentado en los últimos cincuenta años, pasando del 50 % de hablantes en promedio (como primera o segunda lengua) durante mediados del siglo XX, a números cercanos al 90 % para el presente.

## Lenguas oficiales
La mayoría de la población paraguaya utiliza ambos idiomas hablados (español y guaraní). Cerca del 70% de la población paraguaya es bilingüe en español y guaraní, en algún grado. El verdadero bilingüismo, en el que ambos idiomas estén a la par, es difícil a la práctica, pues para muchas personas, especialmente del interior del país, el idioma guaraní es el idioma materno o idioma predominante. Por otra parte, el idioma español es el idioma materno o predominante para gran parte de la población nacida en las grandes zonas urbanas. 
A pesar del rango oficial del idioma guaraní en el país y a pesar del alto número de guaraní-hablantes, el idioma castellano sigue siendo mayormente utilizado en cuestiones gubernamentales, en documentos oficiales, procesos judiciales, procesos administrativos, profesionales, en los negocios, en los medios de comunicación y en la educación —las clases se imparten principalmente en español—, por lo que el guaraní se relega a utilizar en un entorno más coloquial, de uso entre familiares y amigos. Debido a esto, se habla que existe Diglosia y no bilingüismo puro.
| Idioma más hablado en el hogar (INE-EPH 2022) | Idioma más hablado en el hogar (INE-EPH 2022) | Idioma más hablado en el hogar (INE-EPH 2022) | Idioma más hablado en el hogar (INE-EPH 2022) | Idioma más hablado en el hogar (INE-EPH 2022) |
| --------------------------------------------- | --------------------------------------------- | --------------------------------------------- | --------------------------------------------- | --------------------------------------------- |
| Idioma                                        | Idioma                                        |                                               | Porcentaje                                    | Porcentaje                                    |
| Español y Guaraní                             | Español y Guaraní                             |                                               | 38,7%                                         | 38,7%                                         |
| Guaraní                                       | Guaraní                                       |                                               | 30,0%                                         | 30,0%                                         |
| Español                                       | Español                                       |                                               | 28,5%                                         | 28,5%                                         |
| Otros                                         | Otros                                         |                                               | 2,8%                                          | 2,8%                                          |

Entre los bilingües suele haber preferencia por el guaraní en situaciones íntimas, personales y familiares. También varía según el entorno urbano o rural. Por ejemplo, en los hogares de Asunción y otras ciudades grandes, se habla mayormente el español. En las zonas suburbanas de estas ciudades grandes, o ciudades pequeñas del interior, se habla mayormente el yopará (mezcla entre español y guaraní). Mientras que en las zonas rurales, se habla mayormente el guaraní.
Además de la zona urbana y rural, también influye la edad del hablante: la mayoría de los jóvenes de zonas urbanas hablan mayormente el castellano; la mayoría de los jóvenes de zonas rurales y los adultos (nacidos antes de 1980) de zonas urbanas hablan ambos idiomas a la par. Mientras que la mayoría de los adultos de zonas rurales, hablan mayormente el guaraní. La clase socioeconómica no influye mucho, si bien se asocia el castellano a las clases más favorecidas, en realidad influye más si en el entorno del hablante se habla más uno u otro idioma, y esto último se asocia más al entorno urbano o rural y a la generación (edad) del hablante.
La influencia rioplatense es más notable en zonas urbanas y en poblaciones de clase socioeconómicas medio-altas, donde predomina el uso del idioma castellano, mientras que la influencia guaraní es más notable en zonas suburbanas y rurales, y en poblaciones de clase socioeconómicas medio-bajas, donde predomina el uso del idioma guaraní.
Coloquialmente se utiliza más el Yopará (jopará en idioma guaraní), que sería la mezcla de español y guaraní; fenómeno lingüístico similar al Spanglish (mezcla de español e inglés) o al Portuñol (mezcla de español y portugués), entre otros. Las definiciones exactas del jopará difieren en gran medida, según la perspectiva de cada lingüista: algunos definen al yopará como «un castellano hablado en guaraní», que constituye un fenómeno de criollización del guaraní y del castellano. Para otros, el yopará es una lengua de transición para hablantes del guaraní, que aprenden el castellano paraguayo. 

### Castellano
| Dominio del idioma español (Instituto Cervantes 2020) | Dominio del idioma español (Instituto Cervantes 2020) | Dominio del idioma español (Instituto Cervantes 2020) | Dominio del idioma español (Instituto Cervantes 2020) | Dominio del idioma español (Instituto Cervantes 2020) |
| ----------------------------------------------------- | ----------------------------------------------------- | ----------------------------------------------------- | ----------------------------------------------------- | ----------------------------------------------------- |
| Idioma                                                | Idioma                                                |                                                       | Porcentaje                                            | Porcentaje                                            |
| Buen Dominio                                          | Buen Dominio                                          |                                                       | 67,3%                                                 | 67,3%                                                 |
| Dominio Limitado                                      | Dominio Limitado                                      |                                                       | 32,7%                                                 | 32,7%                                                 |

Actualmente, cerca del 90% de la población habla o entiende el idioma español, ya sea con un buen dominio o escaso dominio del mismo: cerca del 60% lo tiene como lengua materna (L1): muchos de los que tienen al castellano como lengua materna, también lo tienen al guaraní como lengua materna, siendo Bilingües (~40%). Otro porcentaje más pequeño es monolingüe en castellano o con escaso dominio del guaraní (~20%). El restante 30% tiene al castellano como segunda lengua y habla mayormente otro idioma, como el guaraní. El restante 10% no habla el castellano: conformado por paraguayos monolingües en guaraní (~8%) u otro idioma indígena (~2%). 
La expansión de la educación pública, así como los efectos de la urbanización, la masificación de la tecnología y los medios de comunicación como el Internet, los teléfonos celulares, la televisión, etc., en los últimos años, sirvió para expandir la lengua española en el interior del país, mayormente guaraní-hablante. El uso y comprensión del español ha aumentado en los últimos treinta años, pasando del 50% de hablantes en promedio (como primera o segunda lengua) durante el siglo XX, a números cercanos al 90% para el presente. El monolingüismo castellano (personas que no hablan ni entienden guaraní) parece estar aumentando especialmente en la nueva generación de jóvenes nacidos en zonas urbanas.
El español es mayoritario en los centros urbanos más poblados, y es el idioma principal o materno de los nacidos en ciudades.  El idioma castellano ha sido y sigue siendo mayormente utilizado en cuestiones gubernamentales, en documentos oficiales, procesos judiciales, procesos administrativos, profesionales, en los negocios, en los medios de comunicación y en la educación —las clases se imparten principalmente en español—. El 15 % de los paraguayos habla mayormente el español en sus hogares, mientras que el 46 % de los paraguayos alterna entre español y guaraní en sus hogares, según datos del censo de 2012.
El español paraguayo tiene tres variantes principales según el tipo de hablante y la zona geográfica: la variante urbana o rioplatense (hablada principalmente por la generación de jóvenes de Asunción y otras grandes ciudades), con mayor influencia del Español rioplatense. La variante guaranítica o del interior (hablada principalmente por la mayoría de la población bilingüe) con mayor influencia del Guaraní, y la variante extranjera, hablada por los brasiguayos o menonitas. Las características del español paraguayo no son iguales en todos los hispanoparlantes paraguayos, sobre todo en la pronunciación de las letras «r» y «s», que difieren según el entorno social.

### Guaraní
Dos tercios de la población entiende o habla el guaraní como primera o segunda lengua (esto incluye hablar en yopará); mientras que, los que hablan fluido este idioma, el número se reduce considerablemente, especialmente en la generación más joven nacida en zonas urbanas. El restante tercio que no habla guaraní se divide en monolingües en castellano, o bilingües en castellano y otros idiomas (como el portugués, el inglés o el alemán), pero no en guaraní. Por otra parte, 1.6 millones de paraguayos (30 % del total del país) siguen utilizando el idioma guaraní como primera lengua; y hablan escasamente el castellano, aunque la mayoría lo comprende bastante bien. Solo el 7,93 % es monolingüe guaraní (solo habla guaraní y no entiende castellano).
El «guaraní criollo», «guaraní moderno» o «guaraní coloquial paraguayo», es la más hablada por los paraguayos dentro de las variantes que tiene el idioma guaraní, que es diferente al guaraní puro o cerrado, utilizado mayormente por los indígenas. Varios autores coinciden en que el jehe'a es el típico guaraní paraguayo, que tiene leves influencias del castellano, así como la «guaranización» de palabras castellanas, puesto que solo los indígenas hablan el «guarani-ete» (guaraní puro o cerrado). Se diferencia con el jopará, porque este último es más bien un híbrido entre castellano y guaraní, o un castellano con influencia del guaraní. 
Históricamente el guaraní ha sido el idioma mayoritario de los paraguayos. Actualmente, gran parte de los paraguayos tiene al Idioma guaraní como lengua materna, y suelen usarlo frecuentemente en su entorno más cercano o en su versión Yopará (mezclado con castellano). El 34 % de los paraguayos continuaba hablando mayormente el guaraní en sus hogares según el censo del año 2012.
El guaraní fue declarado como lengua cooficial de Paraguay en la Constitución del año 1992, ocupando de esta manera el mismo rango oficial que el español, y a partir de esa década el MEC promovió la enseñanza del guaraní como una materia más en las escuelas públicas. Anteriormente, el guaraní era una lengua nacional según la Constitución de años anteriores. El guaraní ha sido un idioma predominantemente oral, y para que el guaraní poseyera escritura, tuvo que ser adaptado a las letras latinas. A partir de 2010 se creó la Academia de la Lengua Guaraní que se encarga de velar por la preservación y evolución de la misma, y se promulgó la Ley de Lenguas (N.º 4251).

### Variantes dentro de las lenguas oficiales
La diglosia paraguaya lleva aparejada la sugestión mutua de ambos idiomas, así que, en general, hay que distinguir entre: el español estándar, el español paraguayo, el yopará, el guaraní paraguayo (jehe'a) y el guaraní-ete (guaraní puro o cerrado). El término español estándar se refiere al español como es definido por la Real Academia Española, aunque algunas características hispanoamericanas sean aceptadas.
El español paraguayo, al igual que el guaraní paraguayo, están marcados por la influencia del otro idioma, a pesar de que no sea tan acentuada como en el yopará. La zona de transición entre las diferentes variedades es fluida, y por lo tanto, imposible de fijar. Debajo del siguiente cuadro, se encuentran varios ejemplos de las variantes habladas en el país, con su traducción al español estándar.
| Idioma (variante)          | Características | Tipo de hablantes                                                              |
| -------------------------- | --- | ------------------------------------------------------------------------------ |
| Español estándar           | Es el castellano estándar o neutro, sin influencias de otros idiomas.                                                            | Mundo hispanohablante en general                                               |
| Español paraguayo          | Es el castellano paraguayo, con pocas influencias del guaraní.                                                                   | Paraguayos con escaso dominio del guaraní, o bilingües.                        |
| Yopará                     | Es el castellano paraguayo con influencias del guaraní. También es el híbrido o mezcla del castellano con el guaraní (guarañol). | Paraguayos bilingües. La mayoría de la población se comunica en esta variante. |
| Guaraní paraguayo (jehe'a) | Es el guaraní paraguayo, con pocas influencias del castellano.                                                                   | Paraguayos con escaso dominio del castellano, o bilingües.                     |
| Guaraní-ete                | Es el guaraní puro y cerrado, sin influencias de otros idiomas.                                                                  | Indígenas o tribus guaraníes.                                                  |

- Ejemplos de Español paraguayo: 
  - «Me voy a comprar para mi camisa». (influenciado del guaraní «ajoguáta che kamisarã». En castellano neutro es «Me compraré una camisa».)
  - «Vení un poco» (calco semántico de la palabra «ejumína» del guaraní. En castellano neutro es  «Ven» únicamente.)
- Ejemplos de Yopará: 
  - «Ñasolucionáta nuestro problema»: «Solucionaremos nuestro problema» (la palabra «ñasolucionáta» está influenciada del guaraní. «Ña» (se pronuncia «ña») equivale a «Nosotros», y «ta» se refiere a la acción en tiempo futuro.)
  - «Jaha a comprar»: «Vamos a comprar» (la palabra «Jaha» proviene del guaraní que significa «Vamos».)
- Ejemplos de Guaraní paraguayo (jehe'a): 
  - «Upéinte ou la iména»: «Fue entonces cuando llegó su esposo». («la» es una regla gramatical del castellano, no del guaraní)
  - «Che alee peteĩ aranduka»: «Yo leo un libro». (la palabra «alee» proviene del castellano «leer», pero está «guaranizada» (A+lee=Yo leo). En guaraní cerrado, sería «Che amoñe'ẽ peteĩ aranduka»)

## Otras lenguas

### Lenguas indígenas
Existen cerca de 100.000 indígenas habitando en diferentes puntos aislados del país. Son 19 las lenguas originarias que se han clasificado en cinco familias lingúisticas:
1. Tupí-Guaraní (Aché, Avá Guaraní, Mbya Guaraní, Paĩ Tavyterã, Guaraní Ñandéva, Guaraní Occidental),
2. Lengua-Maskoy (Toba Maskoy, Enlhet Norte, Enxet Sur, Sanapaná, Angaité, Guaná),
3. Mataco-Mataguayo (Nivaclé, Maká, Manjui),
4. Guaicurú (Qom).
5. Zamuco (Ayoreo, Ybytoso, Tomárãho)

El 49,3 % de la población indígena de 5 años y más de edad utiliza como primer idioma sus respectivas lenguas indígenas; con poco menos porcentaje (48,9 %) habla el guaraní paraguayo. El resto se comunica con un idioma diferente a los mencionados.

### Lenguas extranjeras
Además del español, guaraní y todos los demás idiomas indígenas anteriores, se hablan otros idiomas extranjeros. Existe una comunidad brasileña importante hacia el Este del país, frontera con el Brasil, de cerca de 300.000 ciudadanos brasileños o descendientes de ellos (brasiguayos) que hablan mayoritariamente portugués. 
Así mismo, una comunidad importante de menonitas de Rusia en el Chaco Central que habla alemán (específicamente su forma Plautdietsch), y pequeñas minorías en el interior paraguayo que hablan ucraniano, ruso, polaco, japonés, árabe, coreano, chino, entre otros. Por otra parte, el inglés es el idioma más estudiado como lengua extranjera por los paraguayos.

## Estadísticas

### Idiomas en el hogar
En el año 2002, el idioma usualmente hablado en la mayoría de los hogares era el guaraní, con 59,0 %. Mientras que en casi el 36 % de los hogares el idioma predominante era el castellano, y los hogares que hablaban otros idiomas eran el 5% aproximadamente. En las ciudades, el castellano era el idioma usualmente más hablado en los hogares, en 54,9 % de los casos; no obstante, una elevada proporción de éstos también utilizaba el guaraní como idioma frecuente. En cambio, el campo no estaba lejos de ser monolingüe guaraní porque ha sido la lengua predominante en 82,5 % de los hogares en 2002.
Para el año 2012, la DGEEC incluyó la variedad del Yopará (mezcla de español y guaraní) en sus datos estadísticos. Esta variedad era la más hablada en los hogares paraguayos con un 46,3 %, luego le sigue el guaraní con 34 % y el español con un 15,3 %. En las áreas urbanas predomina el yopará —mezcla de español y guaraní— (60 %) junto con el español (22 %); mientras que en las áreas rurales, predomina el guaraní (62 %). 
| Idiomas más hablados en el hogar (DGEEC 2012) | Idiomas más hablados en el hogar (DGEEC 2012) | Idiomas más hablados en el hogar (DGEEC 2012) | Idiomas más hablados en el hogar (DGEEC 2012) | Idiomas más hablados en el hogar (DGEEC 2012) |
| Idioma predominante                           | Hogares                                       | Total (%)                                     | Por área                                      | Por área                                      |
| Idioma predominante                           | Hogares                                       | Total (%)                                     | Urbana (%)                                    | Rural (%)                                     |
| --------------------------------------------- | --------------------------------------------- | --------------------------------------------- | --------------------------------------------- | --------------------------------------------- |
| Español (y guaraní)                           | 570.685                                       | 46.3 %                                        | 59.9 %                                        | 25.7 %                                        |
| Guaraní                                       | 419.265                                       | 34.0 %                                        | 15.4 %                                        | 62.2 %                                        |
| Español                                       | 187.951                                       | 15.3 %                                        | 22.1 %                                        | 5 %                                           |
| Portugués                                     | 24.318                                        | 2.0 %                                         | 1.3 %                                         | 2.8 %                                         |
| Otros idiomas indígenas                       | 14.192                                        | 1.1 %                                         | 0.3 %                                         | 2.7 %                                         |
| Alemán                                        | 9.017                                         | 0.7 %                                         | 0.4 %                                         | 1.3 %                                         |
| Otros idiomas                                 | 7.608                                         | 0.6 %                                         | 0.6 %                                         | 0.3 %                                         |
| Hogares (urbano)                              | 741.455                                       | -                                             | -                                             | -                                             |
| Hogares (rural)                               | 491.086                                       | -                                             | -                                             | -                                             |
| Hogares (Total)                               | 1.232.496                                     | -                                             | -                                             | -                                             |

### Idioma de las personas
Según datos del censo DGEEC 2002, el idioma predominante que mayor cantidad de personas hablan es el guaraní (3.946.904 individuos), seguido del castellano (3.170.812 personas). Ambos presentan mayor proporción entre los que residen en el área urbana: castellano 72,1 % y guaraní 54,9 %. El portugués es el idioma extranjero que mayor cantidad de personas hablan (326.496 individuos).   
El portugués y el alemán, así como otros idiomas indígenas, son los idiomas predominantes de las minorías más importantes que residen en el país, como la brasileña, los menonitas y las distintas tribus indígenas. Por otra parte, el inglés es el idioma más estudiado como lengua extranjera.  
| Idioma predominante de las personas por área de residencia (DGEEC 2002) | Idioma predominante de las personas por área de residencia (DGEEC 2002) | Idioma predominante de las personas por área de residencia (DGEEC 2002) | Idioma predominante de las personas por área de residencia (DGEEC 2002) | Idioma predominante de las personas por área de residencia (DGEEC 2002) |
| Idioma                                                                  | Hablantes                                                               | Hablantes en %                                                          | Hablantes en %                                                          | Hablantes en %                                                          |
| Idioma                                                                  | Hablantes                                                               | Total                                                                   | L1                                                                      | L2                                                                      |
| ----------------------------------------------------------------------- | ----------------------------------------------------------------------- | ----------------------------------------------------------------------- | ----------------------------------------------------------------------- | ----------------------------------------------------------------------- |
| Guaraní                                                                 | 3.946.904                                                               | 86,6 %                                                                  | 85,9 %                                                                  | 0,7 %                                                                   |
| Español                                                                 | 3.170.812                                                               | 69,6 %                                                                  | 21,3 %                                                                  | 48,3 %                                                                  |
| Portugués                                                               | 326.496                                                                 | 7,2 %                                                                   | 5,4 %                                                                   | 1,8 %                                                                   |
| Inglés                                                                  | 91.573                                                                  | 2,1 %                                                                   | 0,2 %                                                                   | 1,9 %                                                                   |
| Alemán                                                                  | 59.166                                                                  | 1,3 %                                                                   | 0,3 %                                                                   | 0,5 %                                                                   |
| Otros idiomas indígenas                                                 | 59.125                                                                  | 1,3 %                                                                   | 1,2 %                                                                   | 0,1 %                                                                   |
| Otros idiomas                                                           | 31.673                                                                  | 0,9 %                                                                   | 0,2 %                                                                   | 0,7 %                                                                   |

### Idiomas por departamento
En Asunción y el departamento Central, el idioma español es prácticamente predominante. Otros departamentos como Cordillera, Itapúa, Misiones, Alto Paraná, Ñeembucú y Presidente Hayes, si bien hay una importante población que habla guaraní, el español sigue siendo predominante.  
Por otra parte, departamentos como Concepción, San Pedro, Guairá, Caaguazú, Caazapá, Paraguarí, Amambay, Canindeyú y Alto Paraguay, el idioma guaraní es el predominante. La única excepción en el país es el departamento de Boquerón, en el que otros idiomas indígenas y el alemán (de los menonitas) son predominantes.
Hay minorías importantes en Canindeyú, Alto Paraná y Amambay que hablan el portugués (cerca del 10 % de la población de esos departamentos). También minorías importantes en Alto Paraguay y Presidente Hayes que hablan otros idiomas indígenas. En negrita, los idiomas predominantes de cada departamento.
| Idiomas más hablados en el hogar por departamento (DGEEC 2012) | Idiomas más hablados en el hogar por departamento (DGEEC 2012) | Idiomas más hablados en el hogar por departamento (DGEEC 2012) | Idiomas más hablados en el hogar por departamento (DGEEC 2012) |
| Departamento                                                   | Guaraní (solo)                                                 | Español (y guaraní)                                            | Otros                                                          |
| -------------------------------------------------------------- | -------------------------------------------------------------- | -------------------------------------------------------------- | -------------------------------------------------------------- |
| Asunción                                                       | 2.6%                                                           | 95.0%                                                          | 2.4%                                                           |
| Concepción                                                     | 61.6%                                                          | 36.2%                                                          | 2.2%                                                           |
| San Pedro                                                      | 72.9%                                                          | 25.1%                                                          | 2.0%                                                           |
| Cordillera                                                     | 39.5%                                                          | 60%                                                            | 0.5%                                                           |
| Guairá                                                         | 58.3%                                                          | 40.3%                                                          | 1.4%                                                           |
| Caaguazú                                                       | 59.4%                                                          | 37.7%                                                          | 2.9%                                                           |
| Caazapá                                                        | 70.2%                                                          | 24.8%                                                          | 5%                                                             |
| Itapúa                                                         | 36.2%                                                          | 60.5%                                                          | 3.3%                                                           |
| Misiones                                                       | 40.1%                                                          | 59.5%                                                          | 0.4%                                                           |
| Paraguarí                                                      | 54.5%                                                          | 45.2%                                                          | 0.3%                                                           |
| Alto Paraná                                                    | 29.2%                                                          | 59.0%                                                          | 11.8%                                                          |
| Central                                                        | 8.8%                                                           | 90.4%                                                          | 0.8%                                                           |
| Ñeembucú                                                       | 45.9%                                                          | 54.0%                                                          | 0.1%                                                           |
| Amambay                                                        | 49.3%                                                          | 41.9%                                                          | 8.8%                                                           |
| Canindeyú                                                      | 52.6%                                                          | 32.1%                                                          | 15.3%                                                          |
| Presidente Hayes                                               | 36.6%                                                          | 43.8%                                                          | 19.6%                                                          |
| Boquerón                                                       | 13.7%                                                          | 23.1%                                                          | 63.2%                                                          |
| Alto Paraguay                                                  | 51.0%                                                          | 28.7%                                                          | 20.3%                                                          |

### Encuestas Permanentes de Hogares
Los datos de las Encuestas Permanentes de Hogares se suelen realizar periódicamente cada año. Estos datos son simplemente de referencia, ya que solo se considera un reducido número de personas para tomar los datos, a diferencia de los censos que son realizados cada diez años y contiene datos muchos más amplios y fiables.
Según datos de la Encuesta Permanente de Hogares (EPH) del año 2017, realizado por la Dirección General de Estadísticas, Encuestas y Censos, los idiomas más hablados en el hogar la mayor parte del tiempo por la población de 5 años o más en el Paraguay son: 40 % guaraní, 30 % español y guaraní (jopará), 26,5 % español. El 3% habla otros idiomas. Los departamentos donde más se habla el idioma guaraní en el hogar son: San Pedro (78,87%), Caazapá (77,39%) y Concepción (71,34%); mientras donde menos se habla guaraní son: Asunción (8,95%), Central (15,9%) y Alto Paraná (37,75%). 
Según datos de la Encuesta Permanente de Hogares Continua de 2019, el porcentaje era de 38,5% guaraní, 30,6% español y guaraní (jopará), y 28,5% español. Otros idiomas eran el 2,1% y no habla 0,3%. Según datos de la Encuesta Permanente de Hogares Continua de 2020, el porcentaje era de 36,5% guaraní, y 30,3% español y guaraní (jopará). La publicación de 2020 no especifica el uso exclusivo de español ni de otras lenguas, ni tampoco por departamentos, sin embargo, se puede suponer que más del 30 % habla solo español. Esto demuestra una reducción de hablantes en guaraní y el aumento de hispanohablantes, a diferencia de 2017.